# Didier Chouchan
Pour les articles homonymes, voir Chouchan.
Pas d'image ? Cliquez ici

a Compétitions nationales et continentales officielles uniquement.

Didier Chouchan, né le 19 mars 1977 à Noyon (Oise), est un joueur français de rugby à XV français qui évolue au poste de troisième ligne aile, reconverti en tant qu'entraîneur de Millau (2015-2019).

## Carrière
- 1996-2000 : RC Nîmes
- 2000-2006 : Biarritz olympique
- 2006-2009 : Montpellier RC
- 2009-2017 : SO Millau

Il arrête sa carrière à l'âge de 40 ans, alors qu'il est encore capitaine de Millau en Fédérale 2, équipe dont il devient le co-entraîneur de 2015 à 2019.
En parallèle de sa carrière, il est également agent d'une quarantaine de rugbymen.

## Palmarès

### En club
- Championnat de France de rugby à XV : 
  - Vainqueur (3) : 2002 (remplace Christophe Milhères à la 56e minute), 2005 et  2006 (il ne dispute pas la finale)
- Coupe de France : 
  - Vainqueur (1) : 2000
- Coupe de la Ligue : 
  - Finaliste (1) : 2002

### En équipe nationale
- Équipe de France A : 1 sélection en 2002 (Australie A)